# Iquique

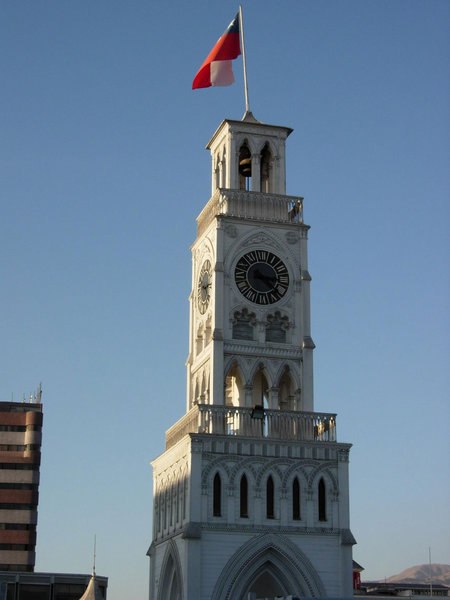
Iquique várostorony

Iquique kikötőváros Észak-Chilében, Tarapacá régióban, Iquique tartomány székhelye . Eredetileg Peru része volt, de a salétromháború (1879–1883) következtében Chiléhez került.

## Fekvése
A város Chile északi részén Csendes-óceán partján, az Atacama-sivatagtól nyugatra fekszik. Nyugati oldalát a tengerpart, keleti oldalát a meredek hegyoldal képezi. Földrajzi elhelyezkedése d. sz. 20° 13′, ny. h. 70° 10′20.216667°S 70.166667°W népessége 221 400 (2004). Tengerszint feletti magassága 50 m. A város az ország egyik kedvenc üdülőhelye.

## Története
Bár a területe több mint 7 ezer éve lakott, a várost a 16. században alapították. Alapításában nagy szerepet játszott, hogy közelében nyílt meg 1566-ban a spanyolok második legnagyobb ezüstbányája Huantajayanál. 1835-ben Charles Darwin is járt itt a Beagle fedélzetén tett nagy utazása során és úgy írja le a települést, mint amely nagy hiányt szenved a mindennapi léthez szükséges vízben és tűzifában. Ezeket nagy távolságokból kell beszerezni. Salétrombányáját Darwin is meglátogatta. 1868-ban és 1877-ben a várost földrengés sújtotta, fő iparágainak a bányászatnak és a guanó feldolgozásnak köszönhetően ennek ellenére dinamikusan fejlődött.

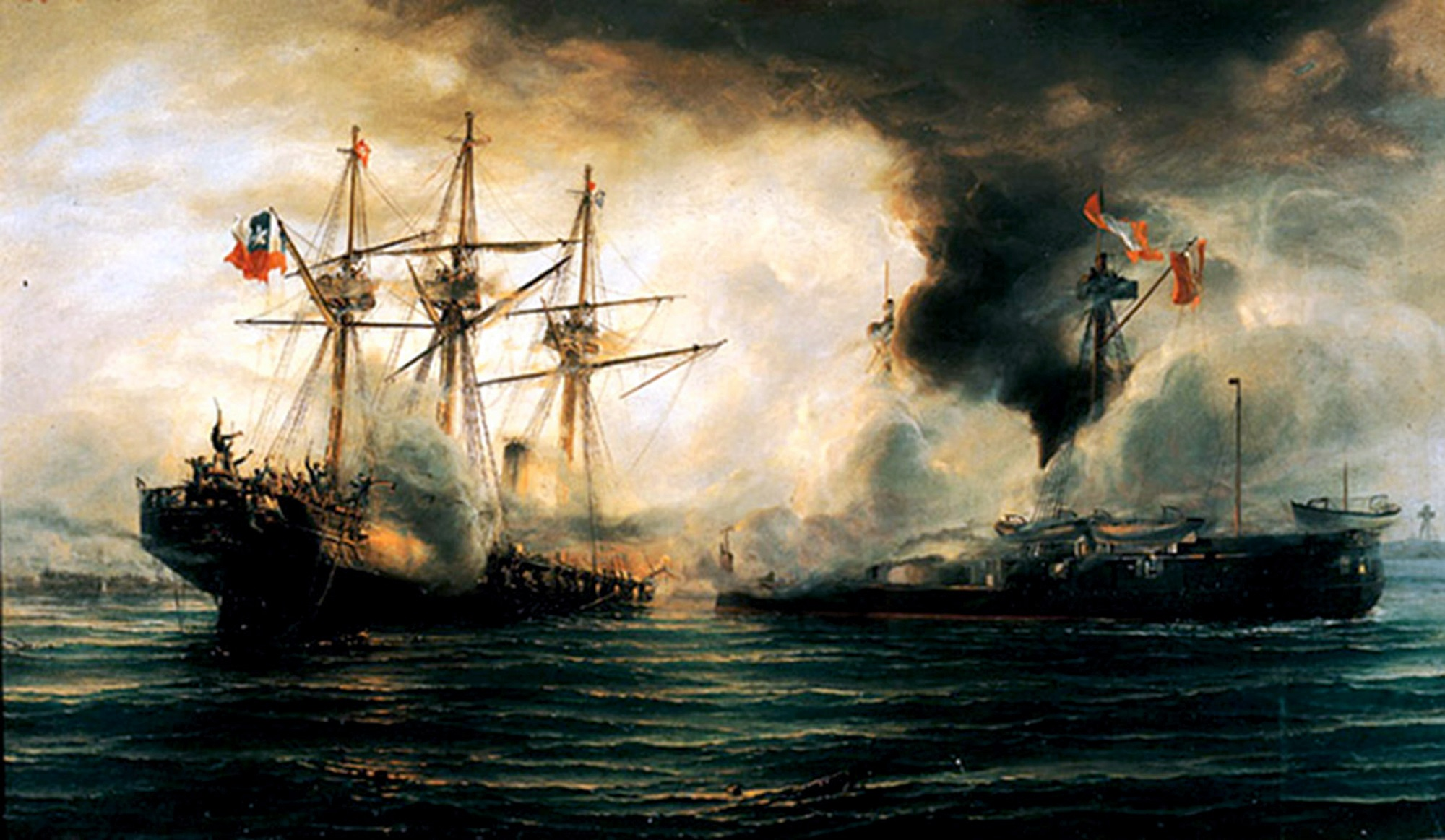
Az iquique-i tengeri csata 1879. május 21-én, Thomas Somerscales festménye

A csendes-óceáni háború során 1879. május 21-én Iquique előtt tengeri csata zajlott a perui és chilei hadiflotta között. A kikötőt két chilei hadihajó vette blokád alá megakadályozva a tengeri forgalmat. Két perui hadihajó a Huáscar és az Independencia a csatában feltörte a tengeri blokádot és a csata során a Huáscar monitor elsüllyesztette a kiöregedett chilei Esmeralda korvettet. Később a kikötőváros mégis chilei kézre került és a háborút lezáró béke értelmében ott is maradt.

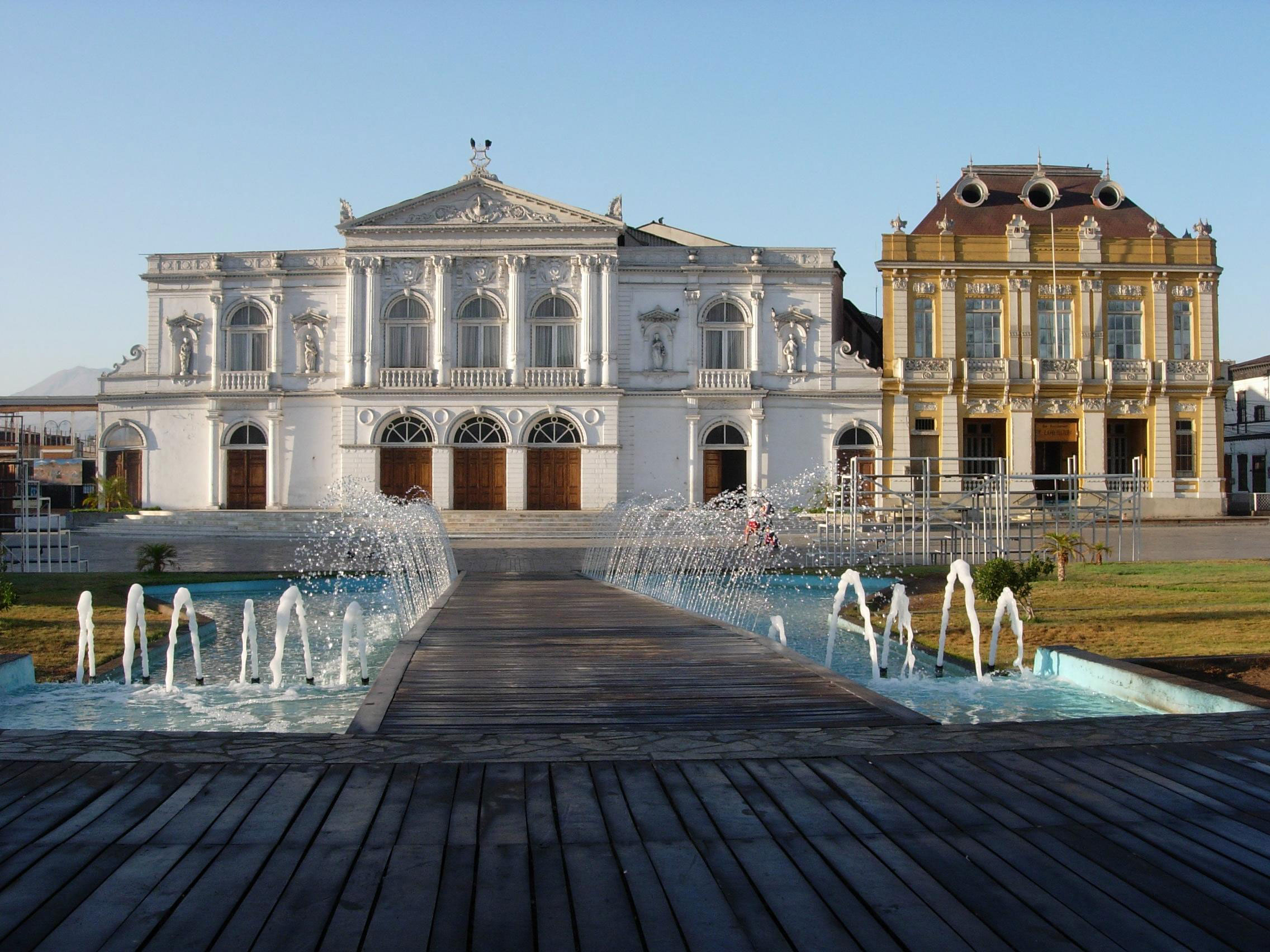
Városi színház

1907-ben a város véres események helyszíne volt, amikor a rendőri erők tüzet nyitottak a tüntető 8500 salétrombányászra. A mészárlásnak több száz halálos áldozata volt.
1. ↑  2017-es chilei népszámlálás. (Hozzáférés: 2019. július 6.)